# 日斑矛天竺鯛
日斑矛天竺鯛（学名：Verulux solmaculata），輻鰭魚綱鈎頭魚目天竺鯛科矛天竺鯛屬下的一个种，分布於西太平洋新幾內亞和西澳大利亞北部的帝汶海海域，深度18至20公尺，本魚體延長，體半透明，身體前部有三條黑色條紋，一條從口鼻尖到眼睛前部，一條從前鰓蓋緣到眼瞼中部，一條從眼瞼中部，鰓孔後緣下方也有一個發光器官，背鰭硬棘7枚、背鰭軟條9枚、臀鰭硬棘2枚、臀鰭軟條9-10枚，體長可達4.1公分。